# Sinsin-Petite
Sinsin-Petite is een plaats in de Belgische provincie Namen. Het ligt in Sinsin, een deelgemeente van Somme-Leuze. Sinsin-Petite vormt het noordoostelijke deel van het dorpscentrum van Sinsin. Het zuidwestelijk deel wordt gevormd door Sinsin-Grande.

## Geschiedenis
Tijdens het ancien régime bestond Sinsin uit twee delen. Sinsin-Petite lag in het noordoosten in het het prinsbisdom Luik. Net ten zuidwesten, gescheiden door een riviertje, lag Sinsin-Grande in een enclave van het hertogdom Luxemburg. Op de Ferrariskaart uit de jaren 1770 staat de plaats weergegeven als het dorp Petit Sinsen, met net ten zuidwesten het gehucht Grand Sinsen. Op het eind van het Ancien Régime werd Sinsin-Petite een gemeente, net als het aangrenzende Sinsin-Grande. In 1812 werden beide gemeenten al opgeheven om samengevoegd te worden in de nieuw opgerichte gemeente Sinsin.

## Bezienswaardigheden
- de Eglise Saint-Georges

Deelgemeenten: Baillonville · Bonsin · Heure-en-Famenne · Hogne · Nettinne · Noiseux · Sinsin · Somme-Leuze · Waillet

Overige dorpen: Chardeneux · Fourneau · Mehogne · Moressée · Rabosée · Sinsin-Grande · Sinsin-Petite · Somal

Belgische gemeenten · arrondissement Dinant · provincie Namen · Wallonië